# Ed McBain

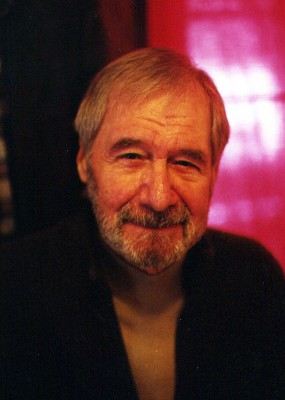
Ed McBain (2001)

Ed McBain (* 15. Oktober 1926 in New York City; † 6. Juli 2005 in Weston, Connecticut; eigentlich Salvatore Albert Lombino) war ein US-amerikanischer Schriftsteller und Drehbuchautor.

## Leben
Geboren als Salvatore Albert Lombino, hat er seinen ursprünglichen Künstlernamen Evan Hunter 1952 offiziell eintragen lassen. Als Evan Hunter veröffentlichte er 1952 seinen ersten Roman und zwei Jahre später mit Saat der Gewalt seinen ersten Bestseller, der auch verfilmt wurde. Er schrieb auch Drehbücher, unter anderem für Alfred Hitchcocks Die Vögel. 1956 nahm er das Pseudonym Ed McBain an und begann seine Reihe um das 87. Polizeirevier, die mehrfach verfilmt wurde.
Daneben hat er aber auch unter den Namen Hunt Collins, Ezra Hannon, Richard Marsten, John Abbot und Curt Cannon Romane veröffentlicht.
Ed McBain war dreimal verheiratet. Aus seiner ersten Ehe (ab 1949) hatte er drei Kinder. Auch seine zweite, 1973 geschlossene Ehe wurde geschieden. Mit seiner dritten Frau, Dragica Dimitrijevic, die er 1997 heiratete, lebte er bis zu seinem Tod zusammen.
McBain verbrachte seine letzten Lebensjahre in Weston, Connecticut und starb dort am 6. Juli 2005 an Kehlkopfkrebs.

## Auszeichnungen
In Anerkennung seines literarischen Lebenswerkes:
- 1986 Grand Master Award der Mystery Writers of America (MWA)
- 1997 Rivertonklubbens internasjonale ærespris der norwegischen Krimivereinigung Rivertonklubben
- 1998 Cartier Diamond Dagger lifetime achievement award der britischen Crime Writers’ Association (CWA)

## Bibliografie

### Krimis
87th Precinct / 87. Polizeirevier (als Ed McBain)
- Cop Hater (1956) – Polizisten leben gefährlich / Blutiger Asphalt
- The Mugger (1956) – Clifford dankt ihnen
- The Pusher (1956) – Der Pusher / Die weiße Hand des Todes / Weisser Schnee für Fixer
- The Con Man (1957) – Späte Mädchen sterben früher / Gift der späten Liebe
- Killer’s Choice (1957) – Die zehn Gesichter der Annie Boone
- Killer’s Payoff (1958) – Killers Lohn / Ich, der Erpresser
- Lady Killer (1958) – Die lästige Witwe / Besuch aus der Hölle
- Killer’s Wedge (1959) – Nackt ist die beste Maske (Der anonyme Engel/Brief)
- ’til Death (1959) – Schwarze Hochzeit / Bis dass der Tod euch scheidet
- King’s Ransom (1959) – King’s Lösegeld
- Give the Boys a Great Big Hand (1960) – Eine große Hand zum Gruß
- The Heckler (1960) – April, April!
- See Them Die (1960) – Heißer Sonntagmorgen
- Lady, Lady, I Did It (1960) – Ich war’s, ich war’s
- The Empty Hours (1960, Stories: »The Empty Hours«, »Storm«, »J«) – Ullstein-Kriminalmagazine Bd. 3 und Bd. 25
- Like Love (1962) – Selbstmord kommt vor dem Fall
- Ten Plus One (1963) – Neun im Fadenkreuz
- Ax (1963) – Die Axt
- He Who Hesitates (1965) – Das Unschuldslamm
- Doll (1965) – Puppe
- Eighty Million Eyes (1966) – Vor 80 Millionen Augen
- Fuzz (1968) – Die Greifer
- Shotgun (1968) – Schrot und Horn
- Jigsaw (1970) – Schnapp-Schuss
- Hail, Hail, the Gangs All Here (1971) – Nackt aus dem Fenster
- Sadie, When She Died (1972) – Sadie im letzten Moment
- Lets Hear It for the Deaf Man (1973) – Totes Ohr am Telefon
- Hail to the Chief (1973) – Fahr langsam übers Massengrab
- Bread (1974) – Alles für Geld
- Blood Relatives (1975) – Die Blutsschwestern
- So Long As You Both Shall Live (1976) – Solang ihr zwei noch lebt
- Long Time No See (1977) – Lange nicht gesehen
- Calypso (1979) – Calypso / Schüsse im Regen
- Ghosts (1980) – Mordgespenster
- Heat (1981) – Hitze
- Ice (1983) – Eis / Eiskalt bis ins Herz
- Lightning (1984) – Der letzte Sprint / Der Blitz schlägt zweimal zu
- And All Through the House (limitierte Auflage 1984; Wiederveröffentlichung 1994)
- Eight Black Horses (1985) – Acht schwarze Pferde
- Poison (1987) – Reines Gift
- Tricks (1987) – Ausgetrickst
- Lullaby (1989) – Stirb, Kindchen, stirb
- Vespers (1989) – Priester, Tod und Teufel
- Widows (1991) – Schwarze Witwen
- Kiss (1992) – Todeskuss
- Mischief (1993) – Graffiti
- Romance (1995) – Romanze
- Nocturne (1997) – Long Dark Night
- The Big Bad City (1998) – Big Bad City
- The Last Dance (1999) – Dead Man’s Song
- Money, Money, Money (2001)
- Fat Ollie’s Book (2003)
- The Frumious Bandersnatch (2004)
- Hark! (2004)
- Fiddlers (2005)

McBain’s Ladies / Die Frauen des 87. Reviers (als Ed McBain)
- McBain’s Ladies: The Women of the 87th (1988)
- McBain’s Ladies Too (1989)

Matthew-Hope-Reihe (als Ed McBain)
- Goldilocks (1977) – Es bleibt in der Familie
- Rumpelstiltskin (1981) – Rumpelstilzchen
- Beauty and the beast (1982) – Die Schöne und das Scheusal
- Jack and the beanstalk (1984) – Tod im Bohnenfeld
- Snow White and Rose Red (1985) – Schneeweisschen und Rose tot
- Cinderella (1986) – Cinderella
- Puss in boots (1987) – Die gestiefelte Katze
- The house that Jack built (1988) – Dies ist das Haus, das Jack baute
- Three blind mice (1990) – Drei blinde Mäuse
- Mary, Mary (1992) – Mary, Mary
- There was a little girl (1994) – Es war einmal ein kleines Mädchen
- Gladly the cross-eyed bear (1996) – Der schielende Bär
- The last best hope (1998)

weitere Krimis als Ed McBain
- The April Robin murders (zus. mit Craig Rice) (1958) – Der Fall April Robin / Das Geheimnis der April Robin / Mord in der Traumfabrik
- The sentries (1965) – Desperados der Freiheit
- Where there’s smoke (1975) – Attentat auf eine Leiche
- Guns (1976) – Große Kanonen für kleine Gangster
- Another part of the city (1986) – Alarm in Chinatown
- Downtown (1991) – Schöne Bescherung
- Driving lessons (2000) – Fahrstunde
- Alice in Jeopardy (2005)
- Learning to kill (2005)

als Evan Hunter
- The evil sleep! (1952) – Schlaf des Vergessens
- Don’t crowd me / Paradise Party (1953) – Der Tod macht nie Urlaub
- The blackboard jungle (1954) – Saat der Gewalt
- Second ending (1956) – Aber wehe dem Einzelnen
- Strangers when we meet (1958) – Fremde, wenn wir uns begegnen
- A matter of conviction / The young savages (1959) – Harlem-Fieber / Recht für Rafael Morrez
- Mothers and daughters (1961) – Mütter und Töchter
- Buddwing (1964) – Schock
- The paper-dragon (1966) – Der Bestseller
- A horses’s head (1967) – Das 500.000-Dollar-Ding
- Last summer (1968) – Das war im letzten Sommer
- Sons (1969) – Söhne
- Nobody knew they were there (1971) – Von anonymer Hand
- Every little crook and Nanny (1972) – Zweimal ist einmal zuviel
- Come winter (1973)
- Streets of gold (1974)
- The Chisholms: A novel of the journey west (1976) – Westwärts liegt die Freiheit
- Walk proud / Gangs! (1979) – Gewalt und Stolz
- Love, Dad (1981) – Alles Liebe, Dein Daddy
- Far from the sea (1983) – Weitab vom Meer
- Lizzie (1984)
- Criminal conversation (1994) – Fatale Beweise
- Privileged conversation (1996) – Die Katzentänzerin
- Candyland. A two part novel (Evan Hunter & Ed McBain) (2001)
- The moment she was gone (2002)

als Ezra Hannon
- Doors (1975)

als Richard Marsten
- Runaway Black (1954) – Lauf um dein Leben, Nigger!
- Murder in the navy / Death of a nurse (1955) – Würger an Bord / Das Schiff der toten Augen / Eine Tote an Bord / Mord an Bord
- Vanishing ladies (1957) – Versteckspiel mit Damen / Mein Girl ist weg, sagte Colby
- The spiked heel (1957)
- Even the wicked (1958) – Neugier macht Mörder / Warnung aus dem Nichts
- Big man (1959) – Eiskalt über Leichen / Eine Katze lernt das Morden

als Curt Cannon
- I like ’em tough (1958, Erzählungen)
- The gutter and the grave / I’m Cannon, for hire (1958) – Die Gosse und das Grab

als Hunt Collins
- Cut me in (1954)
- Tomorrow’s world / Tomorrow and Tomorrow (1956)

als John Abbott
- Scimitar (1992)

### Science-Fiction
Romane
- Find the Feathered Serpent (1952)
- Danger: Dinosaurs! (1953, als Richard Marsten)
- Rocket to Luna (1953, als Richard Marsten) – Rakete ab zum Mond
- Tomorrow’s World (1956, auch als Tomorrow and Tomorrow, als Hunt Collins)
- The Robot Lovers (1966, als Dean Hudson)
- Nobody Knew They Were There (1971)

Sammlung
- The Last Spin (1960)

Kurzgeschichten
- Reaching for the Moon (1951, als S. A. Lombino)
- Silent Partner (1952, als S. A. Lombino)
- The Tinkerer (1952, als S. A. Lombino)
- Welcome, Martians! (1952, als S. A. Lombino)
- Small Fry (1952, als Hunt Collins)
- A Planet Named Joe (1952, als S. A. Lombino)
- The Guinea Pigs (1953, als S. A. Lombino)
- Forest of the Night (1953, als D. A. Addams)
- Woman’s World (1953, als Ted Taine)
- Robert (1953)
- Dealer’s Choice (1953, als S. A. Lombino)
- What Price Venus? (1953, auch als Tales of Tomorrow, 1996)
- Outside in the Sand (1953) – Das Marsungeheuer
- First Captive (1953)
- Million Dollar Maybe (1953)
- The Miracle of Dan O’Shaughnessy (1954)
- Malice in Wonderland (1954)
- The Plagiarist from Rigel IV (1954)
- Moon Mad (1954)
- End as a Robot (1954, als Richard Marsten)
- Under Observation (1954)
- Terwilliger and the War Machine (1954)
- Dream Damsel (1954)
- The Scarlet King (1954)
- The Fallen Angel (1955)
- Inferiority Complex (1955)
- The Big Noise (1956)
- Just for Kicks (1958, als Richard Marsten)
- Merely Hate (2005, als Ed McBain)

## Filmografie
Drehbuch
- 1960: Fremde, wenn wir uns begegnen (Strangers When We Meet)
- 1963: Die Vögel (The Birds) – nach einem Roman von Daphne du Maurier
- 1972: Auf leisen Sohlen kommt der Tod (Fuzz)
- 1979: Die Unbezähmbare (The Legend of Walks Far Woman)
- 1979: Walk Proud
- 1986: Dream West – Das abenteuerliche Leben des John Charles Fremont (Dream West)

Literarische Vorlage
- 1955: Die Saat der Gewalt (Blackboard Jungle)
- 1958: Polizistenhasser (Cop Hater)
- 1960: Die jungen Wilden (The Young Savages), nach dem Roman A Matter of Conviction
- 1963: Zwischen Himmel und Hölle (Tengoku to jigoku), nach dem Roman King's Ransom
- 1966: Gesicht ohne Namen (Mister Buddwing), nach dem Roman Buddwing
- 1969: Petting (Last Summer)
- 1971: Neun im Fadenkreuz (Sans mobile apparent), nach dem gleichnamigen Roman
- 1972: Ein Gauner kommt selten allein (Every Little Crook and Nanny)
- 1977: Blutsverwandte (Les liens de sang)
- 1992: Columbo: Bluthochzeit (No Time to Die)
- 1994: Columbo: Zwei Leichen und Columbo in der Lederjacke (Undercover)
- 1995: Wettlauf mit einem Mörder (Ed McBain’s 87th Precinct: Lightning)
- 1996: Ed McBain – Tod einer Tänzerin (Ed McBain’s 87th Precinct: Ice)
- 1998: Ed McBain – Der Lockvogel (Ed McBain’s 87th Precinct: Heatwave )
- 2001: Blutige Indizien – Das Spiel mit dem Tod (Three Blind Mice)

Hörspiele
- 2006: Die lästige Witwe – Regie: Ulrich Lampen (Hörspiel – HR)